# 峦大雀梅藤
峦大雀梅藤（学名：Sageretia randaiensis）为鼠李科雀梅藤属下的一个种。

## 扩展阅读
維基物種上的相關：峦大雀梅藤